# Lover’s Prayer
Lover’s Prayer (Originaltitel: All Forgotten) ist ein US-amerikanisch-britisches Filmdrama aus dem Jahr 2000. Regie führte Reverge Anselmo, der auch das Drehbuch schrieb und den Film mitproduzierte. Als Vorlage dienten ihm zwei klassische russische Erzählungen: die Novelle Erste Liebe (1860) von Iwan Turgenew und Weiber (1891) von Anton Tschechow.

## Handlung
Die Handlung spielt am Anfang des 20. Jahrhunderts. Vladimir verbringt seinen letzten Sommer in Moskau, bevor er eine Schule auf dem Land besuchen soll. Er verliebt sich in seine Nachbarin Zinaida, die Tochter einer Prinzessin, die unter einem Alkoholproblem leidet. Zinaida hat zahlreiche Verehrer. Sie mag Vladimir, liebt ihn jedoch nicht – und kommt ihm nicht näher.

## Hintergründe
Der Film wurde in Prag gedreht. Er wurde in einigen Ländern wie die Niederlande direkt auf DVD bzw. Video veröffentlicht.

## Kritiken
Julia Levin schrieb im Jahr 2001 auf www.filmcritic.com, der Film gehöre zu jenen seltsamen Filmen, in denen die ausländischen Filmemacher sich amüsieren würden, indem sie die russische klassische Literatur verfilmen würden, ohne sie oder derer historische Hintergründe zu verstehen („one of those strange international hybrids in which foreign filmmakers (…) entertain themselves with the idea of filming Russian classical literature without having a scintilla of understanding about its meaning, its idiosyncrasies, its elusiveness, and its historical basis“). Er gebe die Tiefe von keinem der Charaktere wieder und sei weitgehend „heiße Luft“.

## Auszeichnungen
Kirsten Dunst wurde im Jahr 2001 für den DVD Exclusive Award nominiert.